# Bjala reka (distrikt i Smoljan)
Bjala reka (bulgariska: Бяла река) är ett distrikt i Bulgarien.   Det ligger i kommunen Obsjtina Rudozem och regionen Smoljan, i den södra delen av landet, 180 kilometer sydost om huvudstaden Sofia.
I omgivningarna runt Bjala reka växer i huvudsak blandskog. Runt Bjala reka är det ganska tätbefolkat, med 60 invånare per kvadratkilometer.